# Meiacanthus vicinus
Meiacanthus vicinus là một loài cá biển thuộc chi Meiacanthus trong họ Cá mào gà. Loài này được mô tả lần đầu tiên vào năm 1987.

## Từ nguyên
Tính từ định danh vicinus trong tiếng Latinh có nghĩa là “gần nhau”, hàm ý đề cập đến mối quan hệ chị em của loài cá này với Meiacanthus geminatus.

## Phân bố và môi trường sống
M. vicinus hiện chỉ được biết đến ở đảo Sulawesi và quần đảo Banggai (Indonesia), được tìm thấy trên các rạn san hô và trong đầm phá ở độ sâu đến ít nhất là 15 m.

## Mô tả
Chiều dài lớn nhất được ghi nhận ở M. vicinus là 4,1 cm. Loài này có màu xám trắng, đặc trưng bởi cặp sọc nâu đen. Sọc trên cùng dọc theo gốc vây lưng, có độ dày khác nhau tùy theo cá thể. Sọc còn lại nằm giữa thân, thon dần và nhọn về phía vây đuôi.
Số gai vây lưng: 4; Số tia vây lưng: 25–26; Số gai vây hậu môn: 2; Số tia vây hậu môn: 14–15; Số tia vây ngực: 13–14.

## Sinh thái
Trứng của M. vicinus có chất kết dính, được gắn vào chất nền thông qua một tấm đế dính dạng sợi. Cá bột là dạng phiêu sinh vật, thường được tìm thấy ở vùng nước nông ven bờ.